# Campionati europei di atletica leggera 2022 - Salto in lungo maschile
La specialità del salto in lungo maschile dei campionati europei di atletica leggera 2022 si è svolta tra il 15 e il 16 agosto all'Olympiastadion di Monaco di Baviera, in Germania.

## Podio
| Pos.    | Atleta              | Nazionalità | Misura | Note |
| ------- | ------------------- | ----------- | ------ | ---- |
| Oro     | Miltiadis Tentoglou | Grecia      | 8,52 m |      |
| Argento | Thobias Montler     | Svezia      | 8,06 m |      |
| Bronzo  | Jules Pommery       | Francia     | 8,06 m |      |

## Situazione pre-gara

### Record
Prima di questa competizione, il record del mondo (RM), il record europeo (EU) e il record dei campionati (RC) erano i seguenti.
| Record                | Prestazione | Atleta                          | Data                             | Competizione            |
| --------------------- | ----------- | ------------------------------- | -------------------------------- | ----------------------- |
| Record mondiale       | 8,95 m      | Mike Powell Stati Uniti         | 30 agosto 1991 Tokyo, Giappone   | Mondiali 1991           |
| Record europeo        | 8,86 m      | Robert Ėmmijan Unione Sovietica | 22 maggio 1987 Tsaghkadzor, URSS |                         |
| Record dei campionati | 8,47 m      | Christian Reif Germania         | 1 agosto 2010 Barcellona, Spagna | Campionati europei 2010 |

### Campione in carica
Il campione europeo in carica era:
| Campione | Atleta  | Prestazione                | Data                            | Competizione |
| -------- | ------- | -------------------------- | ------------------------------- | ------------ |
| Europeo  | 17,10 m | Miltiadis Tentoglou Grecia | 8 agosto 2018 Berlino, Germania | Europei 2018 |

### La stagione
Prima di questa gara, gli atleti europei con le migliori tre prestazioni dell'anno erano:
| Pos. | Atleta                     | Prestazione | Data                             |
| ---- | -------------------------- | ----------- | -------------------------------- |
| 1    | Simon Ehammer Svizzera     | 8,45 m      | 28 maggio 2022 Gotzis, Austria   |
| 2    | Miltiadis Tentoglou Grecia | 8,36 m      | 14 maggio 2022 Argostoli, Grecia |
| 3    | Thobias Montler Svezia     | 8,27 m      | 25 maggio 2022 Atene, Grecia     |

## Risultati

### Qualificazioni
Si qualificano alla finale gli atleti che raggiungono i 8,05 m (Q) o i migliori dodici (q).
| Pos | Gruppo | Atleta                    | Nazionalità   | 1ª prova | 2ª prova | 3ª prova | Risultato | Note |
| --- | ------ | ------------------------- | ------------- | -------- | -------- | -------- | --------- | ---- |
| 1   | B      | Thobias Montler           | Svezia        | 8,06     |          |          | 8,06      | Q    |
| 2   | A      | Miltiadis Tentoglou       | Grecia        | 7,66     | 7,80     | 7,94     | 7,94      | q    |
| 3   | A      | Eusebio Cáceres           | Spagna        | 7,93     | -        | -        | 7,93      | q    |
| 4   | B      | Lazar Anić                | Serbia        | 7,82     | 7,86     | x        | 7,86      | q    |
| 5   | A      | Jacob Fincham-Dukes       | Gran Bretagna | 7,46     | 7,86     | -        | 7,86      | q    |
| 6   | B      | Jules Pommery             | Francia       | 7,76     | 7,83     | x        | 7,83      | q    |
| 7   | A      | Radek Juška               | Rep. Ceca     | 7,03     | x        | 7,80     | 7,80      | q    |
| 8   | B      | Henrik Flåtnes            | Norvegia      | 7,68     | x        | 7,79     | 7,79      | q    |
| 9   | B      | Reynold Banigo            | Gran Bretagna | 7,52     | 7,75     | x        | 7,75      | q    |
| 10  | B      | Héctor Santos             | Spagna        | x        | 7,51     | 7,75     | 7,75      | q    |
| 11  | A      | Marko Čeko                | Croazia       | 7,64     | 7,52     | 7,74     | 7,74      | q    |
| 12  | A      | Ingar Kiplesund           | Norvegia      | x        | x        | 7,74     | 7,74      | q    |
| 13  | B      | Augustin Bey              | Francia       | x        | 7,44     | 7,73     | 7,73      |      |
| 14  | A      | Kristian Pulli            | Finlandia     | x        | 7,61     | 7,70     | 7,70      |      |
| 15  | A      | Fabian Heinle             | Germania      | 7,07     | 7,60     | 7,64     | 7,64      |      |
| 16  | A      | Gabriel Bitan             | Romania       | 7,64     | x        | 7,51     | 7,64      |      |
| 17  | A      | Benjamin Gföhler          | Svizzera      | x        | x        | 7,49     | 7,49      |      |
| 18  | B      | Jack Roach                | Gran Bretagna | x        | 7,35     | x        | 7,35      |      |
| 19  | A      | Strahinja Jovančević      | Serbia        | 7,34     | x        | x        | 7,34      |      |
| 20  | B      | Filip Pravdica            | Croazia       | x        | x        | 6,95     | 6,95      |      |
| 21  | B      | Maximilian Entholzner     | Germania      | x        | x        | 5,63     | 5,63      |      |
|     | A      | Tom Campagne              | Francia       | x        | x        | x        | nm        |      |
|     | A      | Hans-Christian Hausenberg | Estonia       | x        | x        | x        | nm        |      |
|     | B      | Piotr Tarkowski           | Polonia       | x        | x        | x        | nm        |      |
|     | B      | Valentin Toboc            | Romania       | x        | x        | x        | nm        |      |

### Finale
| Pos     | Atleta              | Nazionalità   | 1ª prova | 2ª prova | 3ª prova | 4ª prova | 5ª prova | 6ª prova | Risultato | Note                                     |
| ------- | ------------------- | ------------- | -------- | -------- | -------- | -------- | -------- | -------- | --------- | ---------------------------------------- |
| Oro     | Miltiadis Tentoglou | Grecia        | x        | 8,23     | 8,35     | 8,52     | -        | -        | 8,52      | Record dei campionati                    |
| Argento | Thobias Montler     | Svezia        | 7,95     | 7,88     | 7,93     | x        | x        | 8,06     | 8,06      |                                          |
| Bronzo  | Jules Pommery       | Francia       | 7,56     | 7,85     | x        | 8,06     | 7,71     | 5,67     | 8,06      |                                          |
| 4       | Eusebio Cáceres     | Spagna        | 7,87     | 7,86     | x        | 7,56     | 7,98     | x        | 7,98      |                                          |
| 5       | Jacob Fincham-Dukes | Gran Bretagna | x        | 7,63     | 7,97     | 7,15     | x        | 7,72     | 7,97      | Miglior prestazione personale stagionale |
| 6       | Henrik Flåtnes      | Norvegia      | 7,47     | 7,50     | 7,83     | x        | x        | x        | 7,83      |                                          |
| 7       | Héctor Santos       | Spagna        | 7,65     | x        | 7,81     | x        | 7,82     | 7,64     | 7,82      |                                          |
| 8       | Marko Čeko          | Croazia       | 7,57     | x        | 7,77     | 7,38     | 7,66     | 7,59     | 7,77      |                                          |
| 9       | Radek Juška         | Rep. Ceca     | x        | 7,36     | 7,66     |          |          |          | 7,66      |                                          |
| 10      | Reynold Banigo      | Gran Bretagna | 7,66     | x        | 7,04     |          |          |          | 7,66      |                                          |
| 11      | Lazar Anić          | Serbia        | x        | x        | 7,37     |          |          |          | 7,37      |                                          |
|         | Ingar Kiplesund     | Norvegia      | x        | x        | x        |          |          |          | nm        |                                          |